# Lucio Salvio Otone Tiziano
Lucio Salvio Otone Tiziano (in latino Lucius Salvius Otho Titianus; fl. I secolo) è stato un politico e militare romano, fratello dell'imperatore Otone.

## Origini familiari
Nacque in una nobile e antica famiglia etrusca di Ferento da Lucio Salvio Otone, amico di Tiberio, e Albia Terenzia. Aveva un fratello, il futuro imperatore Otone, e una sorella, Salvia, fidanzata da giovane con Druso Cesare.

## Biografia
Fu eletto console ordinario nel 52 insieme a Fausto Cornelio Silla Felice. Nel 63 fu proconsole in Asia e poi console suffetto da gennaio a febbraio del 69, dopo l'uccisione di Galba e l'ascesa del fratello al trono imperiale. Il 14 marzo l'imperatore Otone partì da Roma per bloccare l'esercito del rivale Vitellio e lasciò la città in mano al fratello Tiziano. L'imperatore tornò a Roma ma poi partì nuovamente, questa volta diretto a Brescello, e lasciò nuovamente le sue forze in città in mano al fratello e al prefetto del pretorio Licinio Proculo. Partecipò in seguito alla prima battaglia di Bedriaco, vicino a Cremona. Quando il fratello si suicidò e Vitellio prese il potere, Tiziano fu risparmiato dal nuovo imperatore.
Si sposò con una certa Cocceia (probabilmente sorella del futuro imperatore Nerva) che gli diede un figlio: Lucio Salvio Otone Cocceiano.

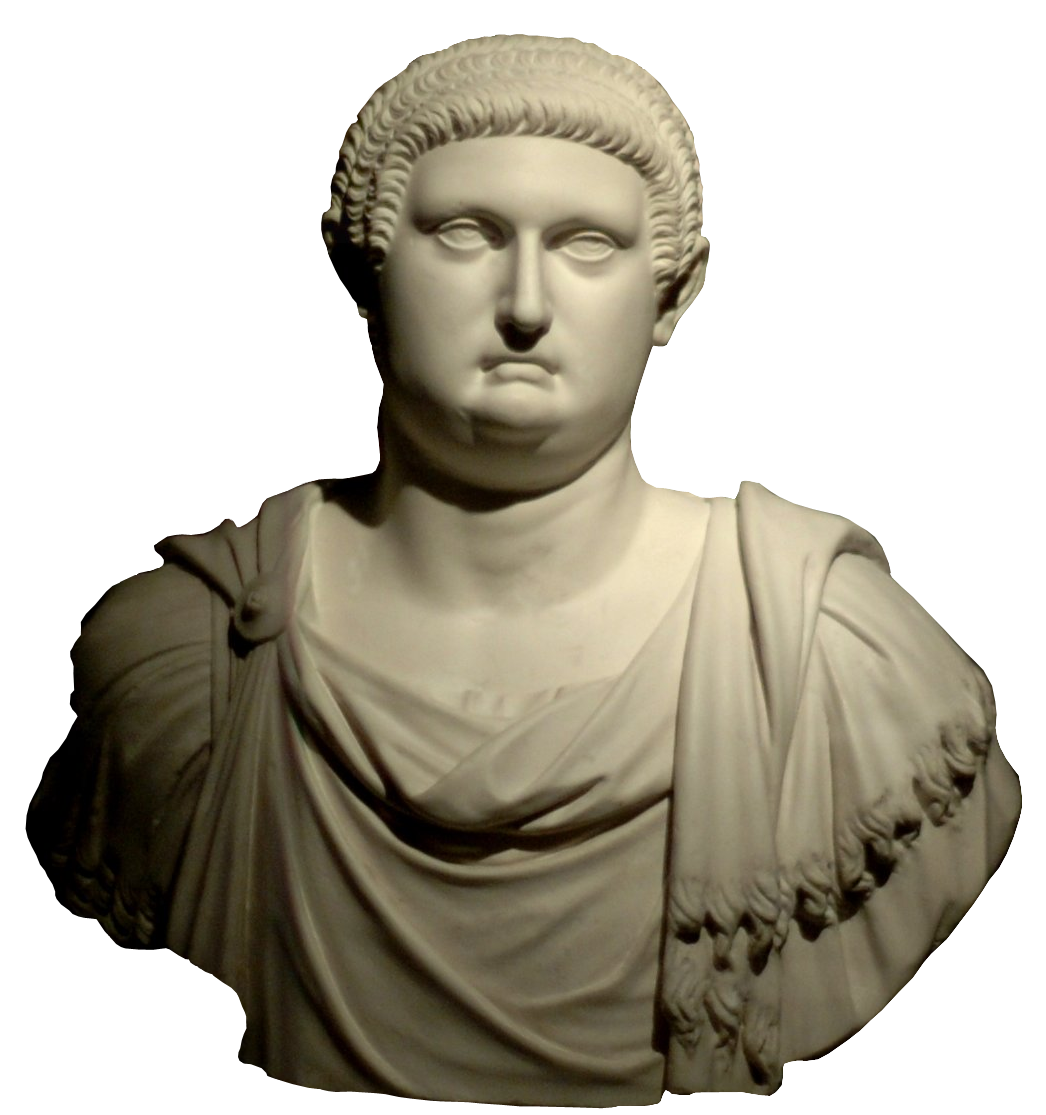
Busto di Otone, fratello di Tiziano. Museo delle Scienze Naturali, Houston, Texas
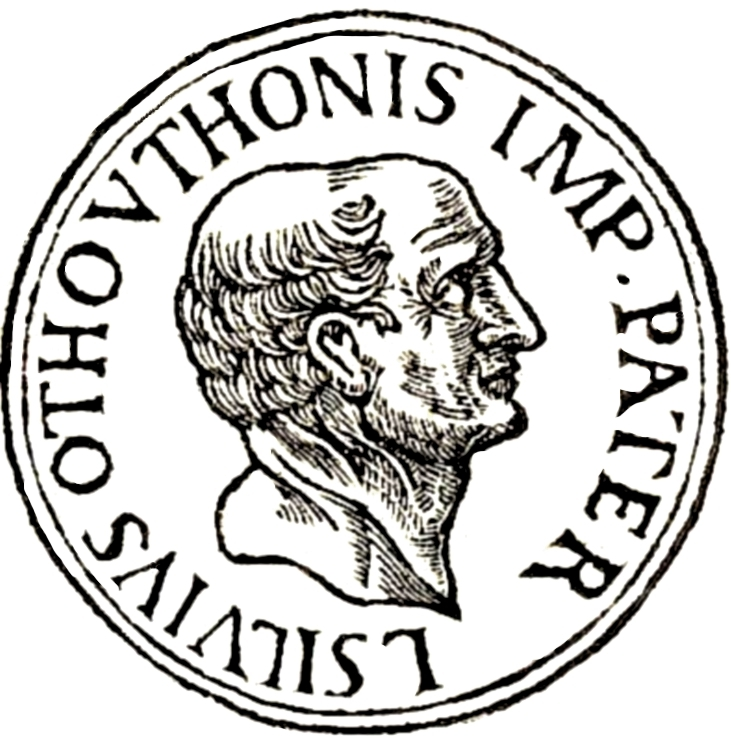
Ritratto di Lucio Salvio Otone, padre di Tiziano. Promptuarii Iconum Insigniorum, Guillaume Rouillé